# Liste de points extrêmes de l'Allemagne
Voici une liste de points extrêmes de l’Allemagne.

## Latitude et longitude
| Aventoft List auf Sylt Oberstdorf Millen Deschka Zugspitze |

- Nord :
  - Sur le continent : Aventoft, Schleswig-Holstein (54° 54′ N, 8° 49′ E)
  - Totalité du territoire : List auf Sylt, île de Sylt, Schleswig-Holstein (55° 03′ N, 8° 24′ E)
- Sud : Oberstdorf, Bavière (47° 24′ N, 10° 17′ E)
- Ouest : Isenbruch (de) près de Millen, Rhénanie-du-Nord-Westphalie (51° 01′ N, 5° 53′ E)
- Est : Deschka, Saxe (51° 16′ N, 15° 02′ E)

## Altitude
- Maximale : Zugspitze, Bavière, 2 962 m (47° 25′ N, 10° 59′ E)
- Minimale : Neuendorf-Sachsenbande, Schleswig-Holstein, -3,54 m